# Amerila nigrivenosa
Amerila nigrivenosa là một loài bướm đêm thuộc phân họ Arctiinae, họ Erebidae.